# Klaus Friese
Klaus Friese (* 23. Mai 1949 in Hagen, Westfalen) ist ein deutscher Gynäkologe und Geburtshelfer.

## Leben und Wirken
Klaus Friese studierte Pharmazie und Medizin an der Johannes Gutenberg-Universität Mainz. Er absolvierte sein Staatsexamen und wurde 1986 an der Ruprecht-Karls-Universität Heidelberg beim Internisten Gotthard Schettler promoviert. Seine Weiterbildung zum Facharzt für Frauenheilkunde und Geburtshilfe erlangte Friese an der Universitäts-Frauenklinik in Mainz. 1987 wurde er dort zum Funktionsoberarzt ernannt. Klaus Friese erlernte pränatale Diagnostik bei Niels Hahnemann in Aalborg/Dänemark, Rüdiger Rauskolb in Northeim und Wolfgang Holzgreve in Münster, sowie ultraradikale gynäkologische Tumorchirurgie bei Volker Friedberg und Paul-Georg Knapstein in Mainz.
1989 wechselte Friese als Oberarzt an die Frauenklinik des Klinikums Mannheim der Fakultät für Klinische Medizin der Universität Heidelberg. An der Fakultät wurde er 1992 für das Fach Frauenheilkunde und Geburtshilfe mit dem Thema „Die Immunantwort bei gynäkologischen Operationen – Stellenwert von Zytokinen und Immunzellen für den prä- und postoperativen Krankheitsverlauf“ habilitiert. 1994 wurde Klaus Friese Stellvertreter des Klinikdirektors an der Frauenklinik in Mannheim.
1997 erhielt Friese den Ruf auf den Lehrstuhl an der Universität Rostock. Er leitete die Klinik bis Oktober 2002. Seit dem 16. Oktober 2002 war Klaus Friese Direktor der I. Universitätsfrauenklinik der Ludwig-Maximilians-Universität München in der Maistraße. Er leitete die Klinik bis Dezember 2014. Seit 2006 stand er auch der Universitätsfrauenklinik im Klinikum Großhadern als Direktor vor.
Ab Oktober 2010 war Klaus Friese Präsident der Deutschen Gesellschaft für Gynäkologie und Geburtshilfe. Außerdem ist er Mitherausgeber der Zeitschrift Die Gynäkologie, sowie Mitglied im Wissenschaftlichen Beirat der Zeitschrift Geburtshilfe und Frauenheilkunde, der Zeitschrift für Geburtshilfe und Neonatologie und dem Deutschen Ärzteblatt als Fachvertreter für Gynäkologie und Geburtshilfe. Er ist Autor zahlreicher Fachbücher und von über 300 wissenschaftlichen Arbeiten.
Seit dem 1. März 2015 arbeitet er als ärztlicher Direktor und Chef der Gynäkologie in der onkologischen Spezialklinik Klinik Bad Trissl. Klaus Frieses klinische und wissenschaftliche Schwerpunkte sind die Onkologie, Infektiologie, Immunologie, pränatale Diagnostik, sowie die Medikamentenberatung in der Schwangerschaft und Stillzeit.

## Mitgliedschaften
- Deutsche Gesellschaft für Gynäkologie und Geburtshilfe (DGGG), Vizepräsident von 2008 bis 2010, Präsident seit 2010.
  - Arbeitsgemeinschaft für Infektionen und Infektionsimmunologie sowie Immunologie in der Gynäkologie und Geburtshilfe, Gründungsmitglied
  - Bayerische Gesellschaft für Geburtshilfe und Frauenheilkunde
  - Norddeutsche Gesellschaft für Gynäkologie und Geburtshilfe
  - Mittelrheinische Gesellschaft für Gynäkologie und Geburtshilfe
  - Arbeitsgemeinschaft Gynäkologische Onkologie
- Deutsche Gesellschaft für Perinatalmedizin
- Berufsverband der Frauenärzte
- Deutsche Krebsgesellschaft
- Paul-Ehrlich-Gesellschaft für Chemotherapie
- International AIDS Society
- American Society of Hematology
- Deutsche Gesellschaft für Ultraschall in der Medizin (DEGUM)
- International Association für Maternal and Neonatal Health (IAMANEH)

## Schriften
- Ätiologie, Pathogenese, Diagnose und Therapie von Wadenkrämpfen. Dissertation. Ruprecht-Karls-Universität Heidelberg, 1986.
- Die Immunantwort bei gynäkologischen Operationen – Stellenwert von Zytokinen und Immunzellen für den prä- und postoperativen Krankheitsverlauf. Habilitation. Ruprecht-Karls-Universität Heidelberg, 1992.
- mit W. Kachel (Hrsg.): Infektionserkrankungen der Schwangeren und des Neugeborenen. Springer Verlag, Heidelberg 1994, ISBN 3-540-57492-1.
- als Hrsg.: Frühgeburt und Frühgeborenes: eine interdisziplinäre Aufgabe. Springer Verlag, Heidelberg 2000, ISBN 3-540-66311-8.
- mit G. Neumann: Schutzimpfungen der Frau: ein Leitfaden für Praxis und Klinik. Wiss. Verlag-Ges., Stuttgart 2000, ISBN 3-8047-1744-6.
- mit F. Melchert und V. Briese: Arzneimitteltherapie in der Frauenheilkunde. Wiss. Verlag-Ges., Stuttgart 2002, ISBN 3-8047-1843-4.
- mit A. Schäfer und H. Hof: Infektionskrankheiten in Gynäkologie und Geburtshilfe. Springer Verlag, Heidelberg 2003, ISBN 3-540-63162-3.
- mit Diethelm Wallwiener, Walter Jonat, Rolf Kreienberg, Klaus Diedrich und Matthias W. Beckmann (Hrsg.): Atlas der gynäkologischen Operationen. Georg Thieme, 2008, ISBN 978-3-13-357007-7.
- als Mitbearb.: Jürgen Kleinebrecht (Begr.): Arzneimittel in der Schwangerschaft und Stillzeit: ein Leitfaden für Ärzte und Apotheker. Wiss. Verlag-Ges., Stuttgart 2009, ISBN 978-3-8047-2524-9.
- mit I. Mylonas: Infektionen in Gynäkologie und Geburtshilfe. Elsevier, Urban & Fischer Verlag, München 2010, ISBN 978-3-437-24790-3.